# 2002 PS170
2002 PS170, também escrito como 2002 PS170, é um objeto transnetuniano que está localizado no Cinturão de Kuiper, uma região do Sistema Solar. Este objeto é classificado como um provável cubewano. Ele possui uma magnitude absoluta de 7,8 e tem um diâmetro estimado com cerca de 121 km.

## Descoberta
2002 PS170 foi descoberto no dia 5 de agosto de 2002.

## Órbita
A órbita de 2002 PS170 tem uma excentricidade de 0,077 e possui um semieixo maior de 44,461 UA. O seu periélio leva o mesmo a uma distância de 41,049 UA em relação ao Sol e seu afélio a 47,873 UA.